# Bryonia verrucosa
Bryonia verrucosa là một loài thực vật có hoa trong họ Cucurbitaceae. Loài này được Aiton mô tả khoa học đầu tiên năm 1789.